# 中野田
中野田（なかのだ）は、埼玉県さいたま市緑区の大字。郵便番号は336-0972。

## 地理
さいたま市緑区の北東部の大宮台地（鳩ヶ谷支台）上で、浦和美園駅の北側に位置する。畑や家屋が点在していたが、区画整理事業により住宅街が形成されつつある。
地区内の字中原に弥生時代後期の中原遺跡がある。また、字谷の前に江戸時代の館跡の丈右衛門屋敷跡があった。

### 河川
- 天久保用水

## 歴史
もとは江戸期より存在した武蔵国足立郡南部領に属する中野田村であった。
- 発足時より知行は旗本春日氏。以降変遷無し[5]。なお、検地は1653年（承応2年）に実施。
- 幕末時点では足立郡中野田村であった。明治初年の『旧高旧領取調帳』の記載によると、旗本春日兵庫之助の知行であった[6]。
- 1869年（明治2年）12月2日 - この日までに旗本領が上知され、浦和県の管轄となる（府藩県三治制も参照）。
- 1871年（明治4年）11月13日 - 第1次府県統合により埼玉県の管轄となる。
- 1879年（明治12年）3月17日 - 郡区町村編制法により成立した北足立郡に属す。郡役所は浦和宿に設置。
- 1889年（明治22年）4月1日 - 町村制施行により中野田村が上野田村・高畑村・南部領辻村・代山村・寺山村・大崎村および染谷村の一部と合併し、野田村となる[7]。野田村の大字中野田となる。
- 1928年（昭和3年）　武州鉄道が延伸開業され、地区内に武州野田駅が開設される[5][8]。
- 1938年（昭和13年） 武州鉄道が廃止される。
- 1956年（昭和31年） 4月1日 - 野田村・戸塚村・大門村が合併し、美園村となる[7]。美園村の大字となる。
- 1962年（昭和37年）5月1日 - 美園村のうち、旧大門村のうち差間・行衛を除く区域と旧野田村が浦和市に、旧戸塚村と旧大門村のうち差間・行衛が川口市にそれぞれ編入される[7][9]。以後浦和市の大字となる。
- 2001年（平成13年）5月1日 - 浦和市が、与野市、大宮市と合併しさいたま市となり、さいたま市の大字となる。
- 2003年（平成15年）4月1日 - さいたま市が政令指定都市に移行しさいたま市緑区の大字となる。
- 2017年（平成29年）2月18日 - 区画整理完了に伴い一部が美園に地名変更される[10]。これにより埼玉スタジアム2002の所在地住所が中野田から美園二丁目に変更された。

## 世帯数と人口
2017年（平成29年）9月1日現在の世帯数と人口は以下の通りである。
| 大字   | 世帯数  | 人口  |
| ------ | ------- | ----- |
| 中野田 | 179世帯 | 486人 |

## 小・中学校の学区
市立小・中学校に通う場合、学区（校区）は以下の通りとなる。
| 番地 | 小学校                 | 中学校                 |
| ---- | ---------------------- | ---------------------- |
| 全域 | さいたま市立野田小学校 | さいたま市立美園中学校 |

## 交通

### 鉄道
地区内に鉄道は敷設されていない。埼玉高速鉄道線の浦和美園駅が近い。

### 道路
- 東北自動車道
- 国道122号岩槻鳩ヶ谷バイパス

## 施設
国道122号と交差する美園陸橋のすぐ北側、埼玉スタジアム2002至近の場所にかつて武州鉄道の武州野田駅があった。
- 浦和美園車両基地（一部）
- 浦和学院高校サッカー場
- さいたま市青山苑墓地（一部）
- 中野田自治会館
- 中野田不動尊
- 曹洞宗明照寺 - 領主である春日氏一族の墓がある[12]。
- 重殿社 - 武州野田駅の停車場道路完成記念碑が建立されている[4][13]。
- 明照寺児童遊園